# Jakub Szynkiewicz
Jakub Szynkiewicz (16. travnja 1884. – 1. studenog 1966.), poljski je teolog, doktor filozofije i orijentalistike tatarskoga podrijetla, prvi muftija Poljskoga muslimanskoga saveza.

## Životopis
Jakub Szynkiewicz rođen je u tatarskoj obitelji 16. travnja 1884. u mjestu Lyakhavichy (Lachowicze) u Minskoj guberniji Ruskoga Carstva (od 1921. do 1939. dio Poljske, danas zapadna Bjelorusija). Bio je sin Sulejmana i Fatme. Imao je brata, Mustafu Szynkiewicza, predsjednika Društva litavskih Tatara (Związek Tatarów Litewskich), i sestru Aminu.
Godine 1904. maturirao je u Gimnaziji u Minsku, nakon čega je najprije studirao inženjerske znanosti, ali je kasnije 1907. godine odlučio studirati orijentalistiku u Petrogradu. Godine 1925. stekao je doktorat iz filozofije na Sveučilištu u Berlinu disertacijom na njemačkome jeziku. Dana 28. listopada 1925. izabran je za muftiju svih muslimana u Poljskoj. Sjedište mu je bilo u Vilniusu, današnjem glavnome gradu Litve.
Preveo je nekoliko kuranskih ajeta s arapskoga na poljski. Objavljeni su 1935. pod naslovom Wersety z Koranu („Izabrani ajeti iz Kurana”). U tom vrijeme bili je to jedino štivo malobrojne zajednice poljskih muslimana. Broj muslimana u Poljskoj u razdoblju od 1918. do 1939. nije prelazio brojku od 6 000.  Tijekom svog vodstva muftija je uspostavio kontakte u inozemstvu, između ostalih, s Indijom, Palestinom i Egiptom. Godine 1930. dolazio je i u Kraljevinu Jugoslaviju na ustoličenje novog reis-ul-uleme Ibrahima ef. Maglajlića u Bajrakli džamiji u Beogradu. Muslimani Poljske imali su svoje konzulate u Palestini i Alžiru, gdje su ih zastupali Mustafa Aleksandrowicz i Leon Bohdanowicz. Szynkiewicz je također prisustvovao kongresu o pokušaju ponovnoga uspostavljanja kalifata, održanomu u Kairu 1926. godine. Tijekom Europskoga muslimanskoga kongresa održanog u Švicarskoj 1935. nazvan je jednim od najrječitijih sudionika. U dramatičnoj epizodi na kongresu, muftija Szynkiewicz zahtijevao je od ravnatelja Istituto Superiore Orientale di Napoli, grofa Bernarda Barbiellinija Amideija, da tri puta izgovori pripadnost islamu (šehadet) pred sudionicima kongresa, jer se grof pojavio pred kongresom i zatražio formalizaciju njegove privrženosti islamu. Muftija Szynkiewicz također je nadgledao zakonodavstvo nove neovisne poljske države koja se bavila pravnim statusom poljskih muslimana 1936. godine. 
Bio je veliki borac za državno priznavanje muslimana Poljske. Imao je namjeru gradnje džamije u Varšavi, za što su novčanu podršku obećali egipatski i marokanski kraljevi, ali je njemačka invazija 1939. izgradnju spriječila.
Tijekom Drugoga svjetskoga rata služio je kao muftija. Krajem 1944. odlazi je i odbija se vratiti u komunističku Poljsku. Seli se u Egipat, ali nakon prosovjetskoga Naserova državnoga udara 1952. odlazi u Sjedinjene Države. 
Preminuo je u Waterburyu 1. studenoga 1966.

## Vanjske poveznice
- Dr. Jakub Szynkiewicz (1884-1966), prvi muftija muslimana Poljske